# Дягель лікарський
Дя́гель ліка́рський (Angelica archangelica L.) — вид трав'янистих рослин родини окружкові або зонтичні (Apiaceae, syn. Umbelliferae). Інші назви — дягиль лікарський, дягіль лікарський, дудник лікарський, дяглиця, дзенґель.

## Ботанічний опис
Дворічна трав'яниста рослина родини зонтичних з товстим, порожнистим, округлим, гіллястим стеблом, часто червонуватим, особливо в верхній частині. Листки (до 80 см завдовжки) зверху яскраво-зелені, знизу сіруваті, тонкі, м'які з великими здутими піхвами, двічі-, тричіперисторозсічені, з великими яйцеподібними, гострозубчастими листочками, інколи при основі серцеподібними. Прикореневі листки довгочерешкові, верхні — сидячі. Суцвіття 10-17 см у діаметрі, зонтик великий, без обгортки, або з одним (двома) листочками і численними опушеними променями. Зонтички мають багатолисті обгортки. Гілки дрібні, правильні, зубці чашечки малопомітні. Віночок п'ятичленний, пелюстки зеленувато-білі, еліптичні, із загнутою верхівкою, майже без виїмки. Тичинок п'ять, маточка одна, з нижньою зав'яззю і двома стовпчиками. Плід — двосім'янка завдовжки 5-6 мм. Сім'янки овальні, стиснуті із спинки, з майже рівними крайовими ребрами.
Росте дягель у сирих листяних і мішаних лісах, у вільшняках, поблизу водойм, на лісових луках і болотах. Тіньовитривала рослина. Цвіте у червні — вересні.
Поширений у лісових і лісостепових районах України. Основна заготівля можлива у Волинській, Житомирській, Київській, Львівській, Полтавській, Рівненській, Сумській, Хмельницькій і Черкаській областях. Запаси сировини значні, але зменшуються у зв'язку з осушенням боліт.

## Практичне використання
Лікарська, ефіроолійна, медодайна, харчова рослина.

### У медицині

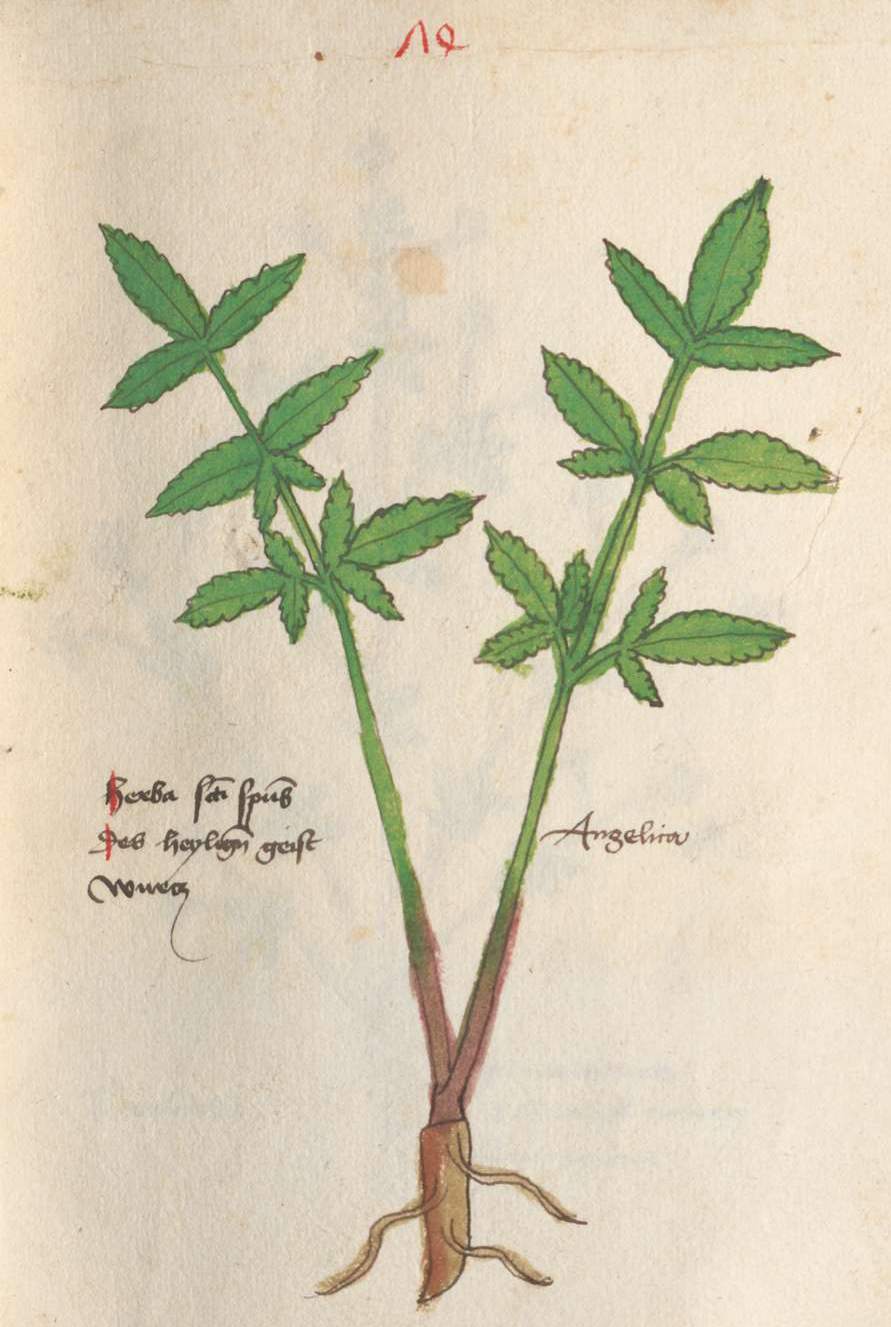
Ілюстрація дягеля лікарського у травнику Вітуса Ауслассера, 1479 р

У науковій медицині з лікувальною метою використовують кореневище з коренями — Radix Archangelicae, як шлунковий засіб для поліпшення травлення, посилення секреторної і рухової функції кишки і як сечогінний засіб.
У коренях дягелю містяться ефірні олії, гіркі й дубильні речовини, смоли, цукор (до 20 %), органічні кислоти. Цей набір речовин зумовлює сечогінну, потогінну, вітрогінну, болезаспокійливу, відхаркувальну дію; а також дезінфікуючі і антипаразитарні його властивості.
У народній медицині корені дягелю застосовують при стійких бронхітах, здутті кишечника, коліках в животі, сильних проносах, як сечогінний і заспокійливий засіб. Квітучі стебла дягелю рекомендують при запаленні дихальних шляхів.
Зовнішньо дягель часто використовують для ароматичних ванн при подагрі, істерії, ревматизмі, болях у попереку, нервових збудженнях. Свіжий сік із дягелю заспокоює зубний біль і біль у вухах.
У плодах дягелю міститься ефірна олія (1–2 %), придатна для використання у парфумерії, а також жирна олія (до 20 %), яку можна використовувати для технічних цілей.

### У харчуванні

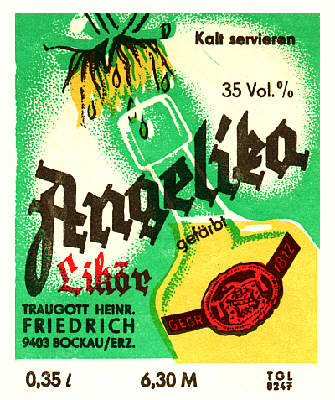
Етикетка лікеру з дягелем

Молоді стебла дягелю вживають у їжу у вигляді салату у Норвегії, Швеції, Фінляндії та Карелії. Пагони збирають навесні до формування пуп'янків. В деяких західноєвропейських країнах (Франція) він культивується для потреб кондитерської, харчової та лікеро-горілчаної промисловості. У Фінляндії та Карелії пагони дягелю відварюють на молоці. Іноді сухі листки та пагони використовують для заварювання чаю.
Корені дягелю використовують при виготовленні деяких сортів горілки і для ароматизації лікерів. З коріння роблять прянощі. Їх шаткують у свіжому вигляді для ароматизації салатів, а також додають до овочевих гарнірів, кладучи за три хвилини до готовності страви, а до юшок — за п'ять хвилин. Висушені та потовчені корені додають до борошна для приготування хлібобулочних або кондитерських виробів. Дещо слабший запах має насіння, яке використовують для ароматизації горілок. Одержана з насіння ефірна олія має тонкий ніжний і дуже стійкий аромат. Дворічні корені пахнуть дужче, ніж однорічні. У Швейцарії подрібнені корені заливають водою, додають трохи цукру й зброджують, отримуючи пиво.
Дягель лікарський у теплу і вологу погоду виділяє багато нектару; його охоче відвідують бджоли. Мед приємний на смак, ароматний, добре кристалізується.
Медопродуктивність 90 кг з 1 га.

### У традиційній культурі
Саами з пагонів дягелю роблять музичний інструмент — флейту «фадно».

## Збирання, переробка та зберігання
Однорічні кореневища з коренями першого року збирають восени, а з дворічних рослин — рано навесні до відростання пагонів. Їх викопують лопатами, струшують землю, обрізують ножами надземну частину і миють холодною водою. Сушать на повітрі, на горищах під залізним дахом, або в сушарках при температурі 35-40 °C, розстилаючи тонким шаром на папері, тканині або решетах. Сировину пакують у тюки вагою по 50-100 кг і зберігають у сухих, добре провітрюваних приміщеннях, Строк зберігання — три роки. Під час збирання найкращі рослини слід залишати на насіння.

## Галерея

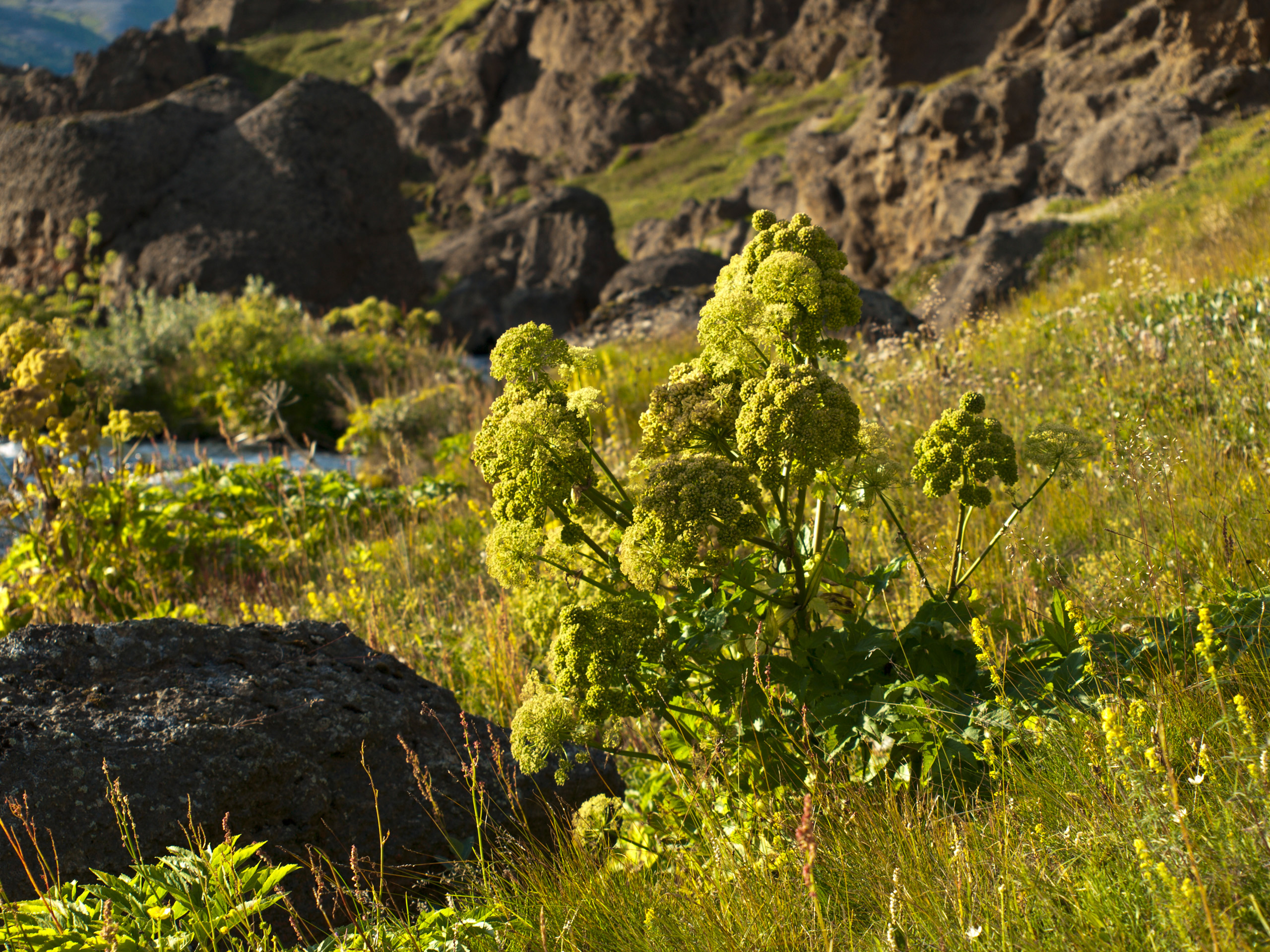
Рослина в Ісландії
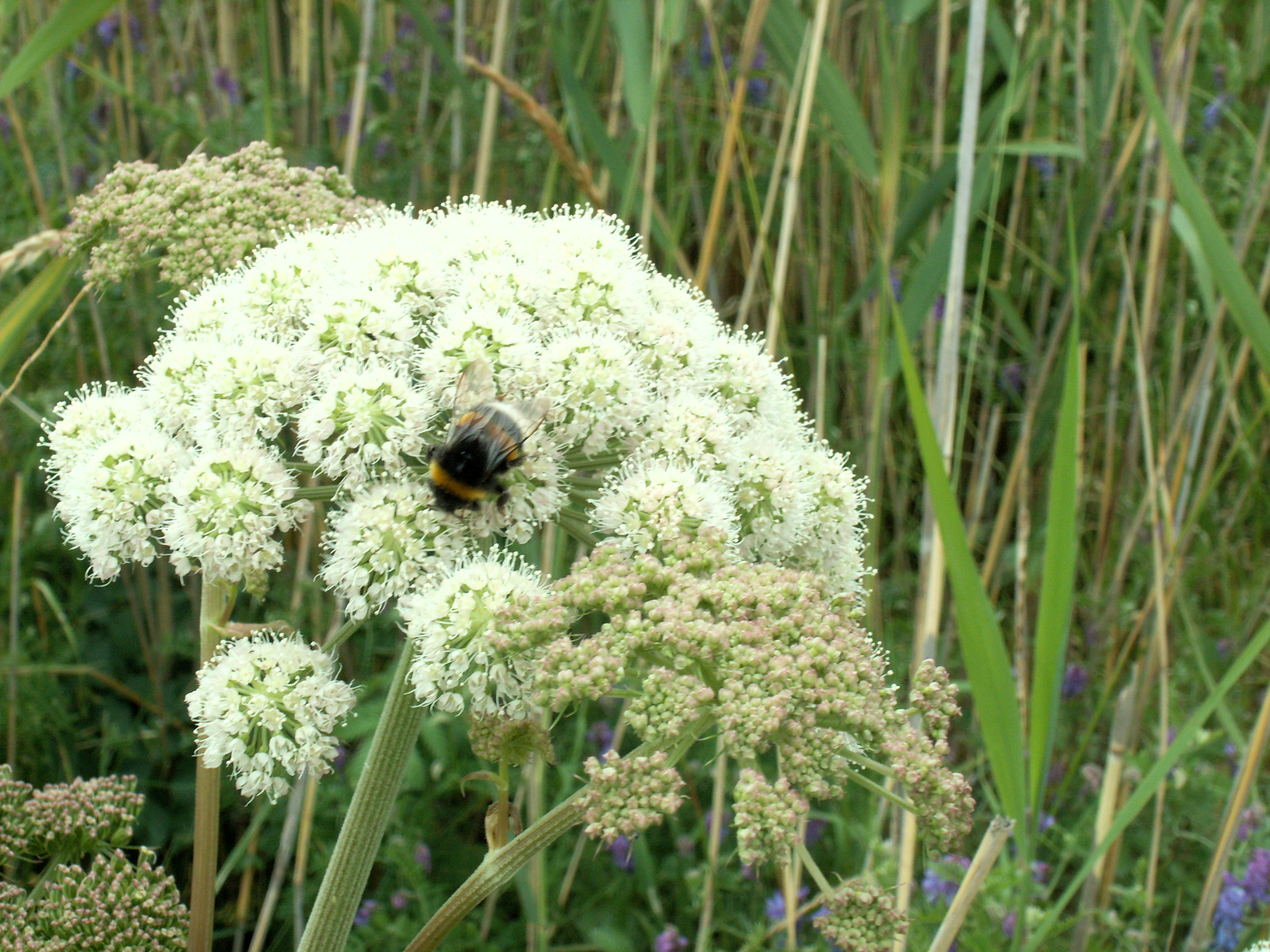
Суцвіття з джмелем
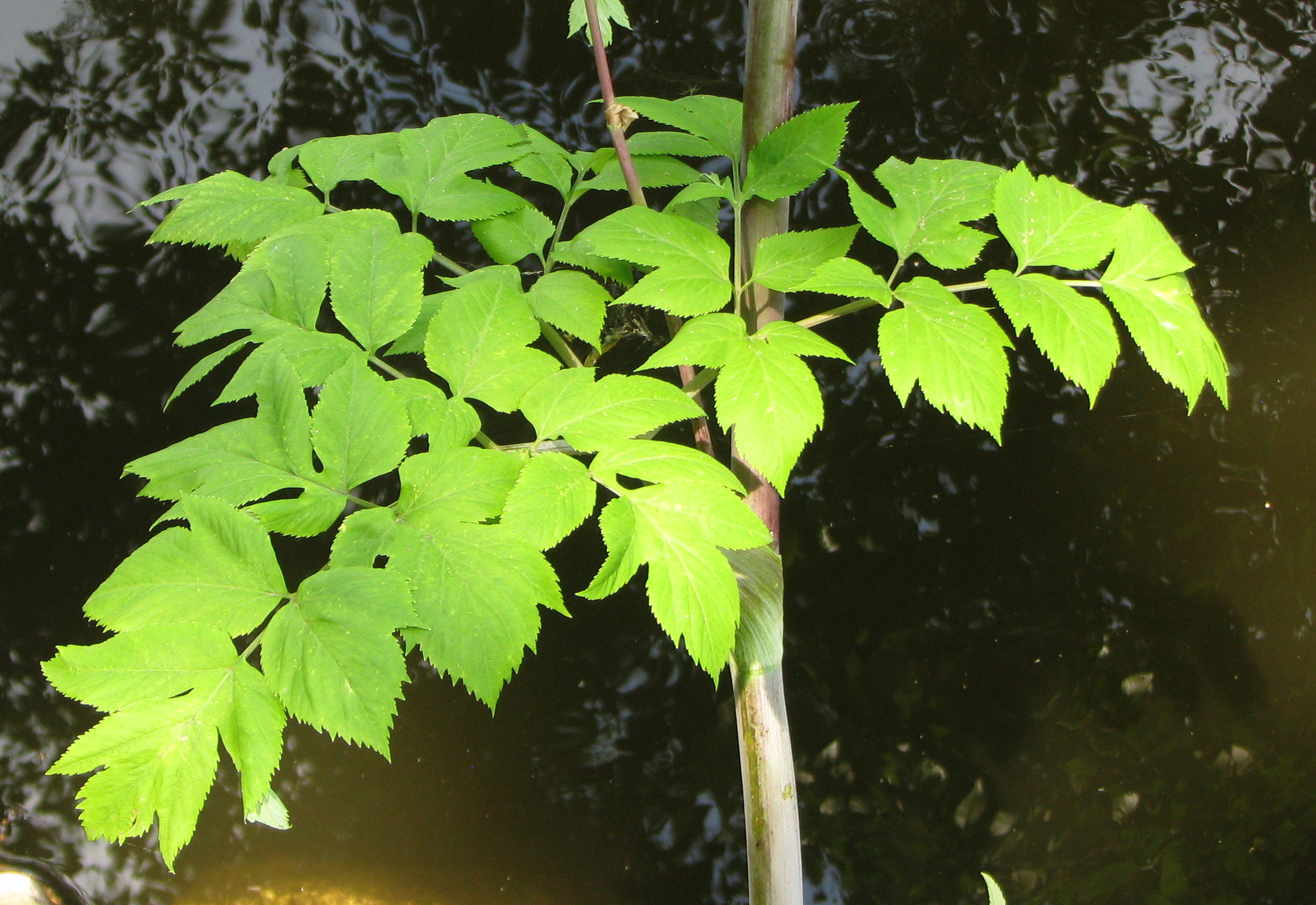
Листя
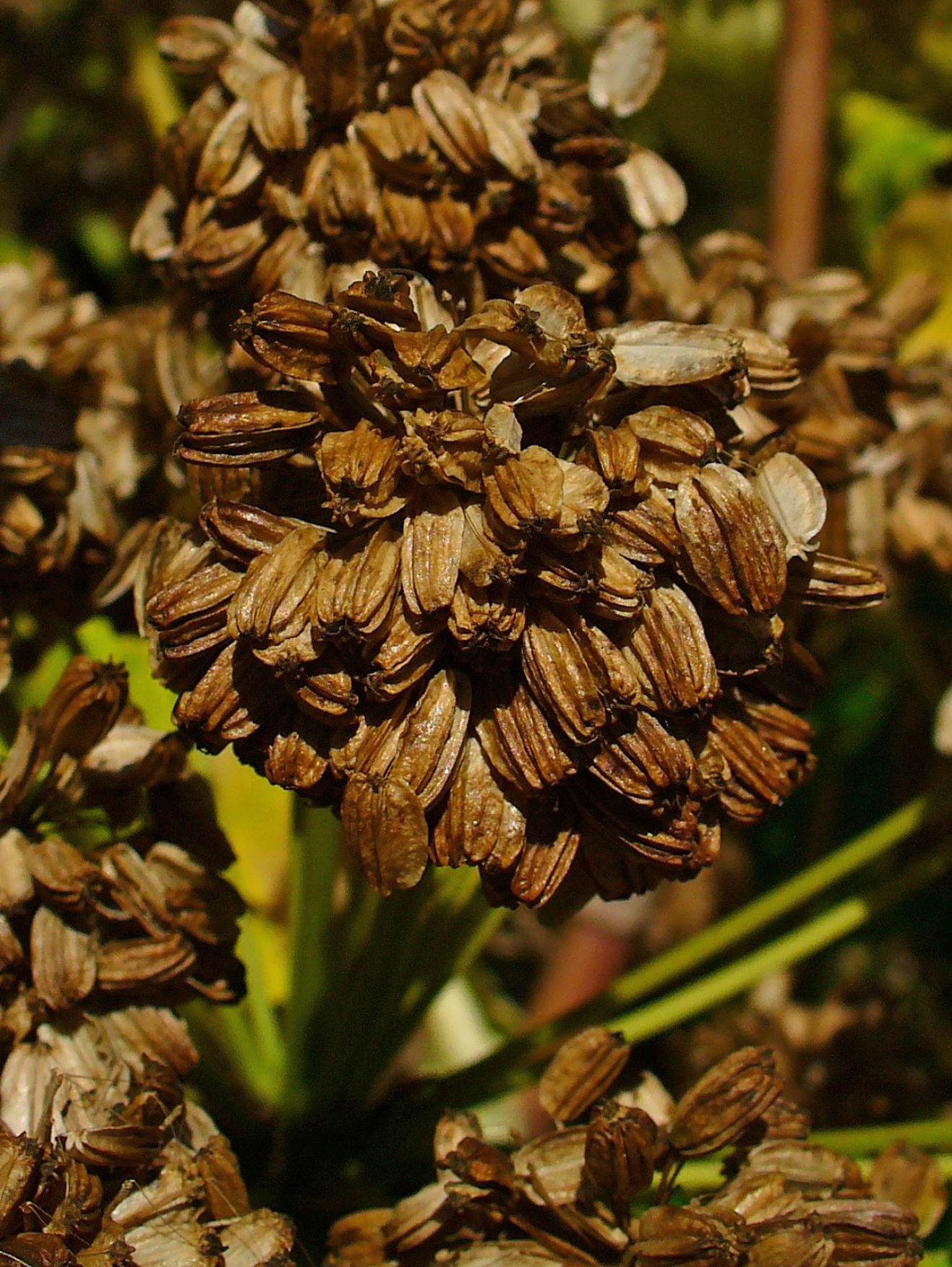
Насіння
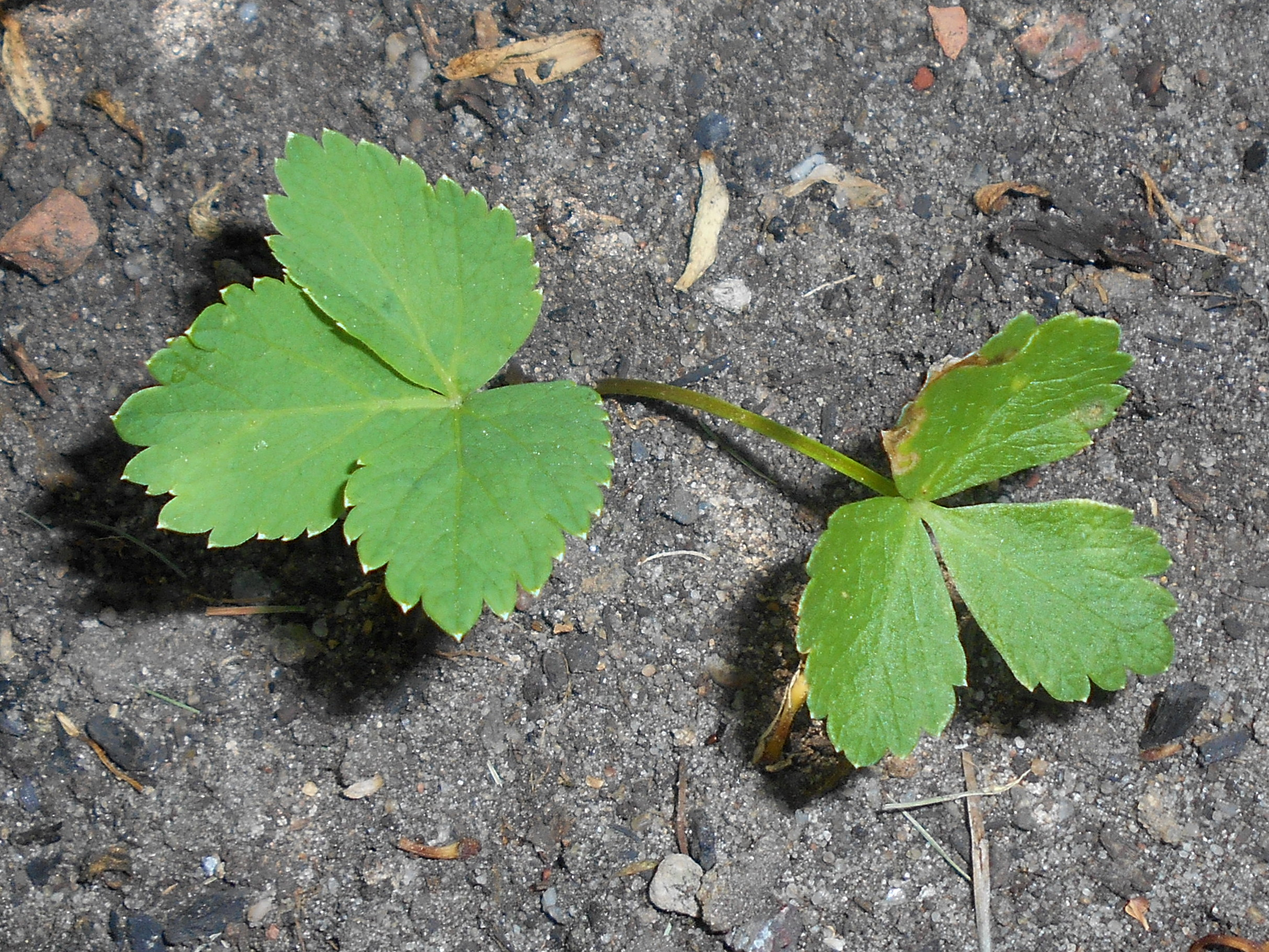
Сходи
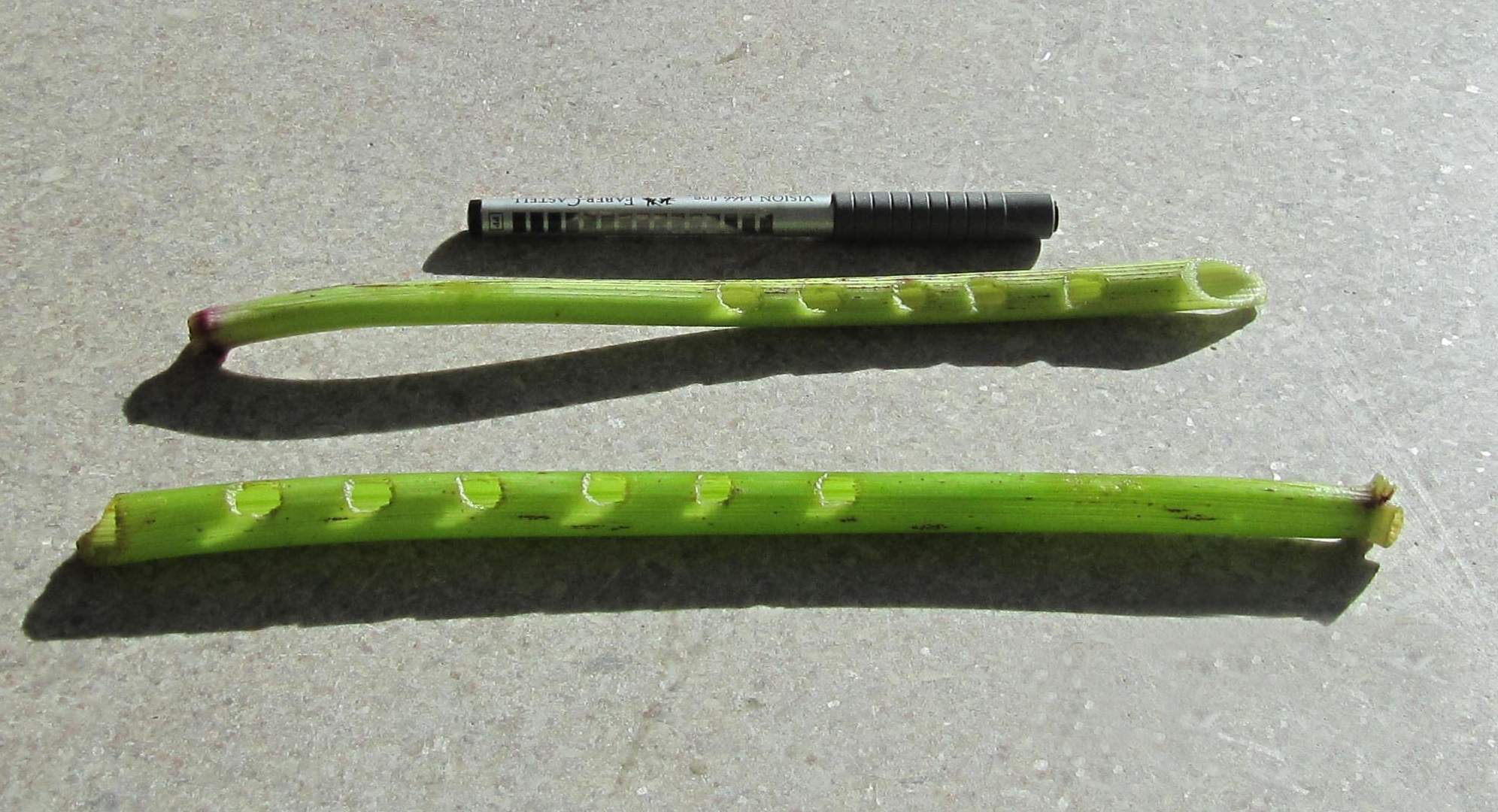
Дудочка з дягелю